# DisneyRemixMania
DisneyRemixMania is het vierde deel van de uit negen delen bestaande DisneyMania-cd-serie uitgegeven door Walt Disney Records.  Het album bevat 14 DisneyMania-liedjes van de vorige twee albums, maar deze zijn geremixt om er dansmuziek van te maken. Het album kwam de Billboard 200 binnen op plaats #146 en werd het laagst geklasseerde album uit de serie totdat Princess DisneyMania uitkwam. Dit was ook het eerste album uit de serie dat geen RIAA-certificatie kreeg. Het album verkocht 50.000 exemplaren in de VS, waardoor het het op een na slechtst verkochte DisneyMania-album werd.

## Liedjes
1. Jesse McCartney - "The 2nd Star to the Right" (Lost Boys Remix) (Peter Pan)- 2:49
2. The Cheetah Girls - "I Won't Say (I'm in Love)" (Grrl Power Remix) (Hercules)- 2:55
3. Raven-Symoné - "Under the Sea" (Reggae Remix) (The Little Mermaid)- 2:58
4. Jump5 - "Hawaiian Roller Coaster Ride" (Mahalo Remix) (Lilo and Stitch)- 3:15
5. Baha Men - "It's a Small World" (Shorty Remix) - 2:58
6. Smash Mouth - "I Wanna Be Like You" (Monkey C Remix) (The Jungle Book)- 3:23
7. Hilary Duff & Haylie Duff - "The Siamese Cat Song" (Cat-Scratch Remix) (Lady and the Tramp)- 2:59
8. Ashanti & Lil' Sis Shi Shi - "Colors of the Wind" (Soul Sister Remix) (Pocahontas)- 3:52
9. Disney Channel Circle of Stars - "Circle of Life" (All Star Remix) (The Lion King)- 3:58
10. Bowling for Soup - "The Bare Necessities" (Jungle Boogie Remix) (The Jungle Book)- 3:20
11. Skye Sweetnam - "Part of Your World" (C-Girl Rock Remix) (The Little Mermaid)- 2:54
12. Raven-Symoné - "True to Your Heart" (China Doll Remix) (Mulan)- 3:41
13. Everlife - "Strangers Like Me" (Jungle Rock Remix) - 3:38
14. Lalaine -  "Cruella De Vil" (DJ Skribble Spot Remix) (One Hundred and One Dalmatians)- 2:28
15. Raven-Symoné, The Cheetah Girls & Lalaine - "DJ Skribble Megamix" - 3:07

## Singles
1. "Under the Sea (Reggae Mix)" Raven-Symoné

## Videoclips
1. "DJ Skribble megamix" Raven-Symoné, The Cheetah Girls, Lalaine
2. "Under the sea" Raven-Symoné

Genummerde albums: DisneyMania 1 · DisneyMania 2 · DisneyMania 3 · DisneyMania 4 · DisneyMania 5 · DisneyMania 6
Andere albums: DisneyRemixMania · Princess DisneyMania